# Quartier du Val-de-Grâce
Quartier du Val-de-Grâce är Paris 19:e administrativa distrikt, beläget i femte arrondissementet. Distriktet är uppkallat efter Abbaye du Val-de-Grâce.
Femte arrondissementet består även av distrikten Saint-Victor, Jardin-des-Plantes och Sorbonne.

## Sevärdheter
- Val-de-Grâce
- Saint-Jacques-du-Haut-Pas
- École normale supérieure vid Rue d'Ulm

## Bilder
| - De fyra administrativa distrikten i Paris femte arrondissement. - Saint-Jacques-du-Haut-Pas. - École normale supérieure. |

## Kommunikationer
- Tunnelbana – linje  – Censier–Daubenton